# Farkas István (piarista szerzetes)
Farkas István (közismert nevén Lupus (ejtsd Lupusz) atya) (Sülysáp, 1949. augusztus 1. —) piarista szerzetes, matematika-fizika-technika szakos tanár, gimnáziumi igazgató, hitoktató, az 1989-es rendszerváltást követő magyarországi egyházi iskolaszervezések meghatározó szereplője.

## Életpályája

### Tanulmányok

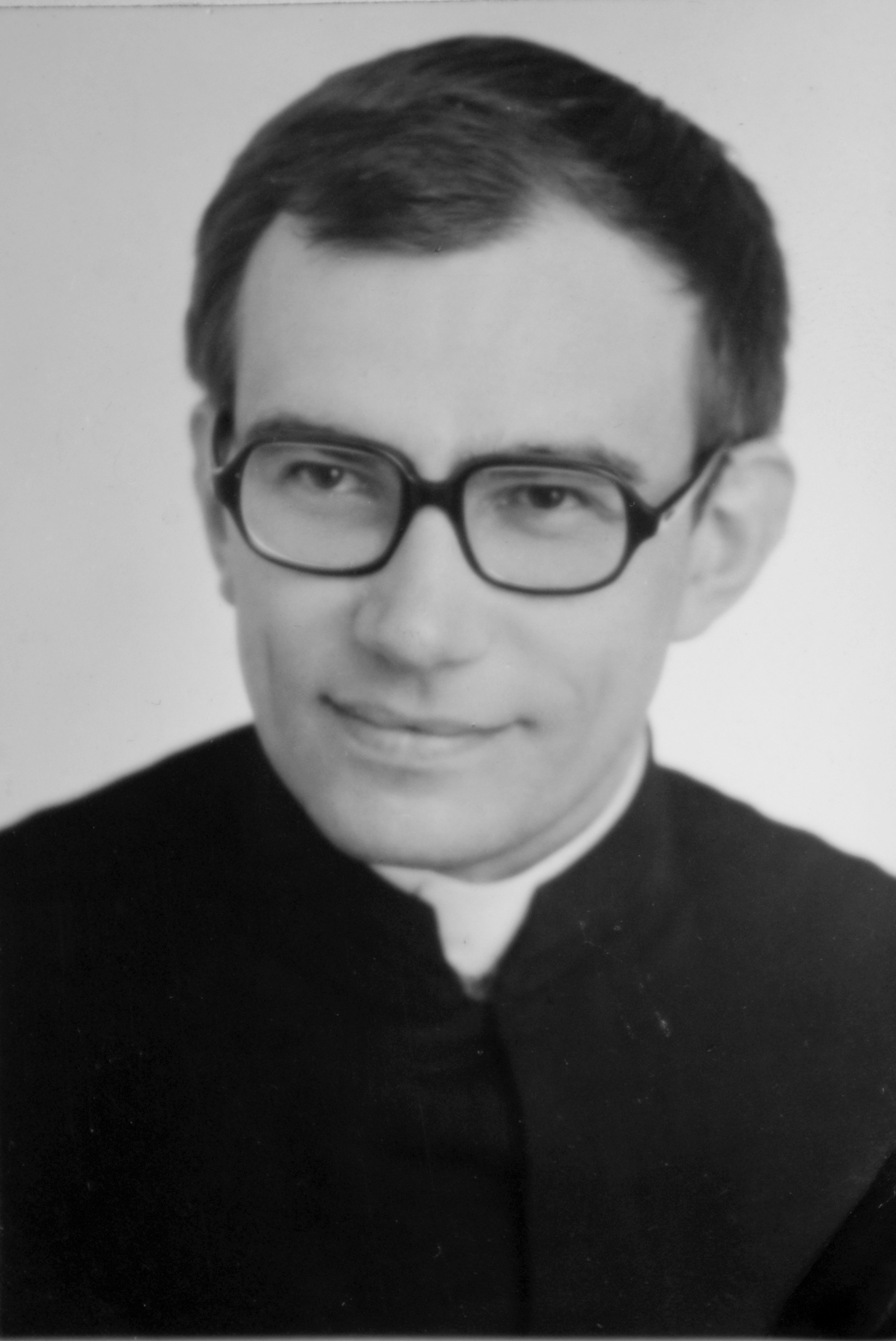
Farkas Istvan piarista, 1981

Műveltségének alapjait szülőfaluja általános iskolájában kapta. Gimnáziumi tanulmányait a kecskeméti Piarista Gimnáziumban végezte, majd érettségi után, 1967 augusztusban belépett a piarista rendbe, mely az akkori egyházellenes kommunista diktatúra következtében mindössze két középiskolát tarthatott fenn Magyarországon. (Választott szerzetesi neve: Farkas Stephanus a Iesu Crucifixo – A keresztre feszített Jézusról nevezett Farkas István.) A rend Kalazantinum Hittudományi Főiskoláján végezte teológiai tanulmányait 1976-ig tartóan. A főiskolai tanulmányokkal párhuzamosan 1971-től az Eötvös Loránd Tudományegyetem Természettudományi Karán matematikát és fizikát tanult, és 1977-ben középiskolai matematika és fizika tanári diplomát szerzett. A rend hagyományainak megfelelően 1975. augusztus 25-én, Kalazanci Szent József ünnepén tett szerzetesi örök fogadalmat, majd 1976. május 1-én római katolikus pappá szentelték.
Később további szakképesítésekre is szert tett. 1982-ben az ELTE-n technika szakos középiskolai tanári diplomát kapott. 2002 júniusában a Pázmány Péter Katolikus Egyetemen pedagógus-szakértői, közoktatási vezetői szakvizsgát, 2015-ben pedig a Sapientia Szerzetesi Hittudományi Főiskolán megszerezte negyedik diplomáját, mint hittan szakos tanár (mester szint), ugyanis az 1976-ban szerzett teológiai végzettsége nem volt államilag elismert diploma.

### Tanári és közoktatási munkássága
Tanári pályáját 1976-ban kezdte a budapesti Piarista Gimnáziumban, ahol 1988-ig tanította szaktárgyait (matematika, fizika, technika), osztályfőnökként pedig három ízben vezette diákjait négy éven keresztül az érettségire. 1985-től a rendi növendékek spirituálisa is volt. 1988-tól 2002-ig a rendi vezetés kérésének megfelelően a kecskeméti Piarista Gimnáziumban tanított matematikát, hittant és filozófiát. Itt osztályfőnökként két osztályt vezetett végig a négyosztályos gimnáziumon. Kezdettől fogva szívügye volt diákjainak hitre nevelése, lelki vezetése, de az iskolán kívül is szívesen tartott lelkigyekorlatokat öregdiékoknak, szülőknek, tanároknak.
1991 és 1995 között kecskeméti Piarista Gimnázium igazgatójaként tevékenykedett, miközben egyre aktívabb szerepet vállalt az 1989-es rendszerváltást követő katolikus oktatásszervezés országos feladataiban. Gyakran vállalt és vállal előadásokat iskolák nevelési értekezletein, pedagógiai konferenciákon. Az oktatásért felelős minisztérium öt szakmai továbbképzését akkreditálta. 1990-től dr. Jelenits Istvánnal együtt szervezője és előadója Kecskeméten az országos keresztény pedagógus-továbbképzéseknek. Részt vett az 1990. évi évi közoktatási törvény (1990/23. tv.) fogalmazásában és a Nemzeti Alaptanterv kimunkálásában. Tagja volt a tantervi alapfogalmakat definiáló bizottságnak is. 1992 és 1996 között a Katolikus Iskolák Főhatóságában a katolikus általános iskolák főigazgatója volt. Munkája a katolikus iskolák szakmai irányításának támogatása volt, melynek keretében például 80 szaktanácsadó képzését irányította, és 1992-ben elindította a Katolikus Óvoda és Iskola című folyóiratot, amelynek egy évig felelős szerkesztője volt. A Katolikus Egyház képviselőjeként 1992-től 1997-ig Seregély István érsek, a katolikus püspöki kar elnöke megbízásából részt vett a Közoktatáspolitikai Tanács Archiválva 2019. július 27-i dátummal a Wayback Machine-ben munkájában, mint a magyar katolikus egyház képviselője. Itt a nem önkormányzati iskolafenntartók oldalának elnöke volt. Nevéhez köthető 1993/1994-ben a Katolikus kerettanterv kidolgozása (főszerkesztő). Ezt a Művelődési és Közoktatási Minisztérium díjazott mintatantervvé nyilvánította, és több mint 500 iskola használta fel helyi tantervének elkészítésénél. (1996 márciusában a harmadik kiadás jelent meg).
1998 májusában megalapította a Kyrios Kiadót a Katolikus Kerettantervre épülő tankönyvcsalád megjelentetésére. Az első tankönyvcsaládról (Világlátó, I-III) a szaklektor megállapította, hogy hiánypótló szerepet tölt be, kiadását feltétlenül javasolja. A Zene – Játék (I-II) című tankönyvek is hamar népszerűek lettek.
1999 júniusában tankönyvreferensi képesítést szerzett, és az Oktatási Minisztérium megbízásából fizikatankönyveket bírált.

### Mosonmagyaróváron

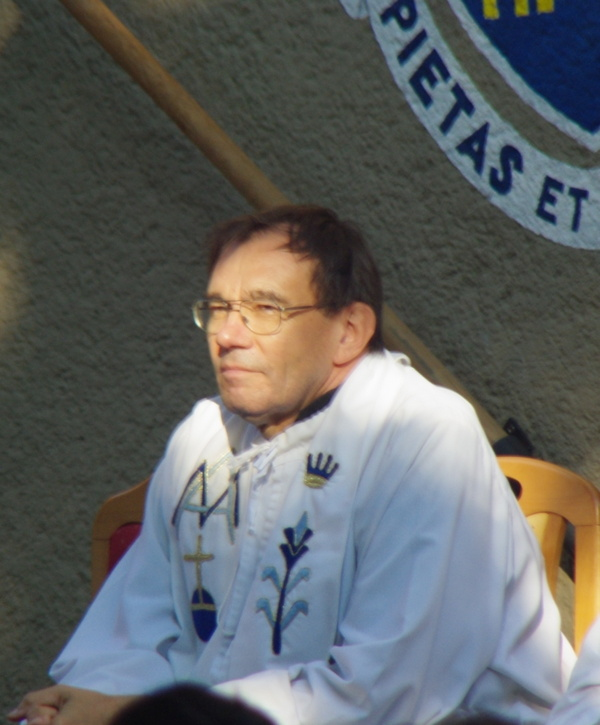
Farkas István piarista paptanár-igazgató, a Mosonmagyaróvári Piarista Iskola és Gimnázium évnyitóján, 2008.aug.31.

2002-ig tanított Kecskeméten, majd a rendi vezetés a mosonmagyaróvári piarista iskolába küldte, ahol átvette az intézmény igazgatását, valamint matematikát, fizikát, hittant és filozófiát tanított. Az igazgatói feladatokat 2013-ig látta el (a 2004 és 2006 közötti évek kivételével, amikor Sárközi Sándor volt az iskola igazgatója). 2006 és 2013 között a mosonmagyaróvári piarista fiókrendház (sedes filialis) elöljárója is volt. Ugyanakkor oktatáspolitikai tapasztalatainak köszönhetően 2002 és 2005 között az Oktatásügyi Minisztérium Egyházi Oktatási Ügyek Titkárságát vezette, később pedig a Köznevelési Tanács és a Tankönyvbizottság tagja volt (2005–2007).
A második Orbán-kormány hivatalba lépése után 2010 augusztusától a Miniszterelnökség oktatáspolitikai tanácsadójaként dolgozott az új köznevelési törvény (2011/CXC. tv.) koncepciójának megalapozásában, majd 2011 februárjától részt vett a Nemzeti Alaptanterv (NAT) „Ember a természetben” műveltségi területének kidolgozásában. 2011 szeptemberétől 2012 februárjáig vitafórumokat vezetett az egész országban az új köznevelési törvényről és a NAT-ról (összesen 38 előadás). 2012 áprilisától az erkölcstan tantárgy kerettantervének elkészítésén dolgozott. 2012-től az Erkölcstan tankönyvsorozat szerkesztője volt. 2016-ban egy munkabizottság élén 12 évfolyamra szóló hittantankönyvcsalád pedagógiai alapjait fogalmazta meg.
A mosonmagyaróvári évek során is szerteágazó lelkipásztori tevékenységet is folytatott. 2011-től 2017-ig a mosonmagyaróvári mezőgazdaságtudományi egyetemi kar lelkésze volt, 2013-tól Dunasziget plébániai kormányzója, 2014-től pedig ugyanott a „Timaffy-KOSZISZ” Kolping iskola lelkiségi irányítója és hittanára. Iskolaszervezői támogatása mentette meg a kistelepülési iskolát a bezárástól: három év alatt a diákok létszáma 13-ról 92-re emelkedett. Összességében több mint 150 lelkigyakorlatot vezetett diákoknak, szülőknek, tanároknak, papnövendékeknek, papoknak.
Felsőoktatási intézményekben is oktatott. 2002 és 2014 között a Pázmány Péter Katolikus Egyetemen óraadóként tanította a pedagógus-szakértői munkát, e területen államvizsgabizottsági tag és sok szakdolgozatírónál konzulens volt. 2009 és 2018 között a Sapientia Szerzetesi Hittudományi Főiskolán a hitoktatás szakmódszertanát tanította. A 2011/12-es tanévtől a Nyugat-magyarországi Egyetem (2017-től Széchényi Egyetem) mosonmagyaróvári karán tanította a Vallás és tudomány tantárgyat.

### Szakmai tanulmányutak
1999-ben, majd 2001-ben egy-egy amerikai tanulmányút keretében gyűjtött tapasztalatokat az ottani közoktatásról, szakmai fejlesztésről, 2003-ban és 2017-ben pedig Rómában tanulmányozta az egyházi oktatást. 2010-ben és 2017-ben a Szentföldön gyarapította biblikus ismereteit. 2011-ben és 2018-ban Spanyolországba tett tanulmányutat. Utóbbi alkalommal eljutott Fatimába és Santiago de Compostelába is.

### Egyéb közéleti tevékenység

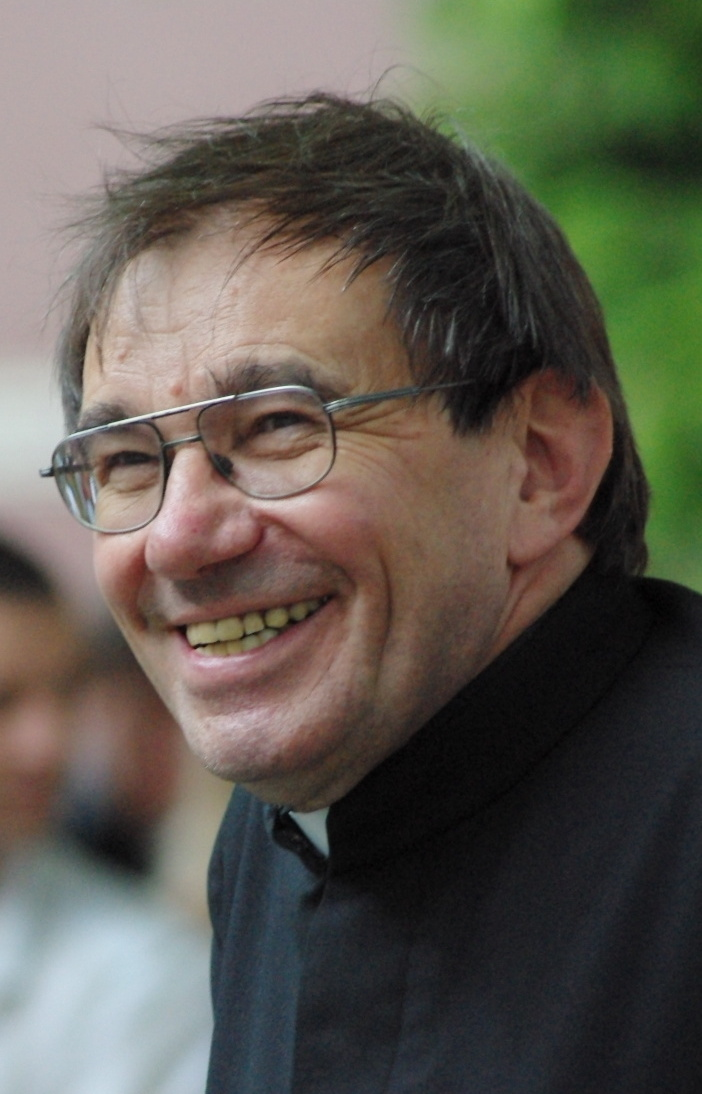
Farkas István piarista (2009, Mosonmagyaróvár)

- 1994-98 között Kecskemét Megyei Jogú Város Oktatási Bizottságának tagja volt.
- 1996 októberében tanártársaival megalapította az Európa Értékrendjéért Pedagógiai Egyesületet, melynek elnök-igazgatója. Az egyesület fő munkaterületei a szaktanácsadás, tantervfejlesztés, pedagógiai értékelés.
- 1997–2001 között részt vett a Közoktatási Modernizációs Közalapítvány kuratóriumának munkájában.
- 2002–2007 között az országos pedagógiai szakmai szervezetek delegálása révén dolgozott az Országos Köznevelési Tanácsban, pedagógusképzési, továbbképzési, és tankönyvjóváhagyási területen.
- 2002-2009 között elnöke az Oktatási Hivatal szakértői és vizsgaelnöki pályázatokat bíráló bizottságának.
- 2005-ben Mosonmagyaróváron a kistérségi iskolatársulás működését segítette pedagógiai szakértőként.
- 2010-től Mosonmagyaróváron a Zsidanits Közéleti Társaság elnökeként szolgálta a város és a térség közéletét, kiemelten az oktatást.
- 2010 októberétől a mosonmagyaróvári önkormányzati Oktatási Bizottságának (átszervezések utáni új néven: Társadalmi Kapcsolatok Bizottsága) külsős tagja.
- 2012-2016 között a Nemzeti Együttműködési Alap (NEA) Tanácsának alelnöke.
- 2012 júliusától Mosonmagyaróváron a FUTURA Interaktív Természettudományi Élményközpont magisztrátusának tagja.

## Művei

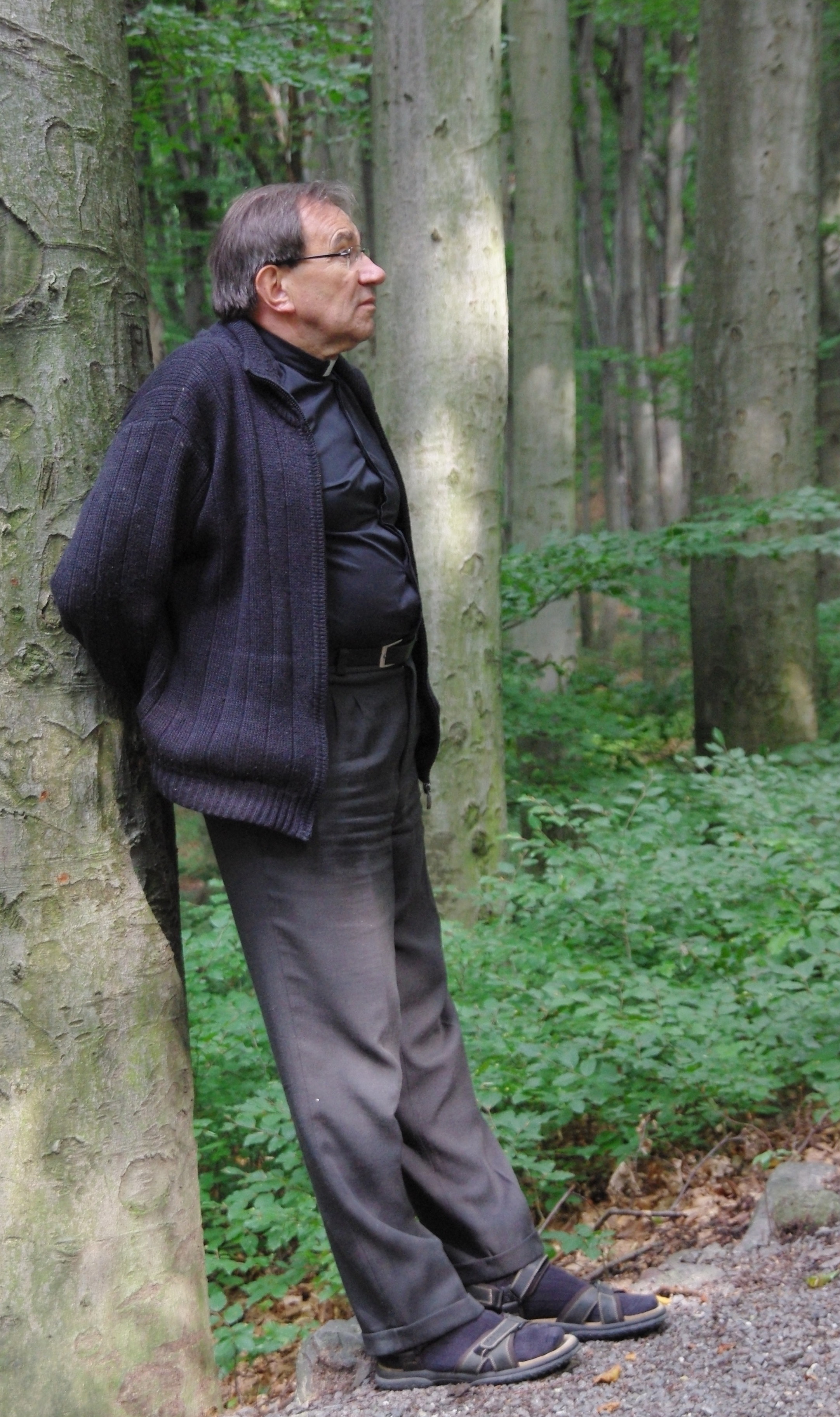
Farkas István piarista (2011, Máriavölgy)

### Pedagógiai írások, előadások
- Magány és közösség, in Előd István aranykönyv [Előd István ötven éves papi jubileumára a Kalazantinum elöljárói és növendékei, kézirat], [Budapest], 1986, 81-84.
- Az önismeret, in Én meg te – mi : A megismerkedéstől a családalapításig: Előadássorozat, Budapest, 1989-1993, szerk. Beöthy-Molnár András, Bukovszki Antal, Budapest, Nagycsaládosok Országos Egyesülete, 1993, 1-8.
- Hozzászólások a dokumentumhoz és a referátumokhoz, in Új Pedagógiai Szemle 43(1993):4, 53-54.
- Az én vezérem bensőmből vezérel: Az önismeret alapjai, Budapest, Szt. Gellért Egyházi Kiadó, 1995
- A tisztaszívűség (puritas cordis): „Boldogok a tisztaszívűek, ők meglátják az Istent”, in Tanítvány: A magyar domonkosok lapja 2(1996):2, 52 pp.
- Emberformálás, in Család és iskola: Pedagógiai konferencia a Veszprémi Érseki Hittudományi Főiskolán, 2001. június 26-29., szerk. Sebő József és Trosits András, Veszprém, 2002, 7-30.
- Az Oktatási Minisztérium Egyházi Oktatási Ügyek Titkárságának feladatai, in Katolikus pedagógiai napok 2002, [Budapest, 2002], 67-71.
- Az iskola szocializációs feladata: Zsilipszerep a család és a társadalom között, in Embertárs: Ökumenikus lelkigondozói és mentálhigiénés folyóirat, 2(2004):3, 208-219.
- Az ember ég és föld gyermeke: Erkölcsi nevelés az egyházi iskolákban, in Etika, erkölcs, szociális kompetencia: Tudomány és közoktatás [összeállítás a Koch Sándor Tudományos Ismeretterjesztő Társulat XLI. Pedagógiai Nyári Egyetemén elhangzott előadásokból], szerk. Komlossy Ákos, Szeged, 2004, 135-143.
- Európaiság és keresztény iskolák, in Kiválóság-kultúra Európában: Kossuth Lajos Gimnázium, Mosonmagyaróvár, VIII. Nemzetközi Közoktatási Konferenciája: Tanulmánykötet, szerk. Tóth Tiborné, Mosonmagyaróvár, 2004, 29-32.
- A keresztény pedagógus tükre, in Mester és Tanítvány: Konzervatív pedagógiai folyóirat 5(2005), 83-94 = Piarista tanár lelki tükre
- „Legyen boldogságod a tanításban!”: Kovács tanár úr öröksége, in Görbe László SchP, Kovács Mihály piarista tanár, Budapest, 2007, 102-107.
- A jövő: katolikus nevelés Veszprémben és az országban, in A keresztény nevelés és oktatás múltja, jelene és jövője Veszprémben: A 2012. április 21-én tartandó egyháztörténeti konferencia programja és előzetese, szerk. Gárdonyi Máté, Baranya Péter, Trosits András, Veszprén, 2012, 15-16.
- A szocializáció életet meghatározó jellege, in Sapientiana 4(2012):2, 71-91.
- A gyermek mosolya (előadás), 2012
- Bibliaolvasás és tehetségfejlesztés, in Katolikus Pedagógia 4(2015):3-4, 16-31.
- Kalazanciusról és a piarista pedagógusokról, in Keresztény Élet 27(2019):5 (febr. 3.)
- „Szép szabadságotokat önkéntes fegyelemmel őrizzétek!”
- Az ember ég és föld gyermeke (Erkölcsi nevelés az egyházi iskolákban)

### Pedagógiai módszertani könyvek, tankönyvek
- A kecskeméti Piarista Gimnázium évkönyve 1991/1992, 1992/1993–1993/1994, 1994/1995 (3 kötet) – szerkesztő, előszó
- Katolikus kerettanterv, 1-21, 25-26. füzet, Európa Értékrendjéért Pedagógiai Egyesület, Kecskemét, 1994 (1-2. kiad), 1996 (3. kiadás) – felelős főszerkesztő, 300 munkatárs irányítása; a „Bevezető füzet” és az „Osztályfőnöki tantárgy” szerzője
- Világlátó, I-III (tankönyvcsalád), Kyrios Kiadó, Kecskemét 1997-1999 – felelős főszerkesztő és kiadó
- Ének – Zene, I-II (tankönyvcsalád), Kyrios Kiadó (Kecskemét) 2000-2001 – felelős főszerkesztő és kiadó
- Gyakorlati keresztény pedagógia, Veszprémi Érseki Hittudományi Főiskola, 2001 (1. kiadás), 2003 (2. kiadás) – felelős főszerkesztő
- Család és iskola, Veszprémi Érseki Hittudományi Főiskola, 2002 – konferencia szervezője és előadója
- Nemes György Keresztény élet – igazságosságban és szeretetben : A morálteológia vázlatos áttekintése, Vác, 2005 – munkatárs
- A hitoktatás szakmódszertana (egyetemi jegyzet, kézirat), Sapientia Szerzetesi Hittudományi Főiskola, Budapest, 2009
- Vallás és tudomány (egyetemi jegyzet, kézirat), Nyugat-magyarországi Egyetem Mezőgazdasági- és Élelmiszertudományi Kar, Mosonmagyaróvár, 2011
- Országos koordinációval a pedagógusképzés megújításáért (tanulmánykötet), Pázmány Péter Katolikus Egyetem, Budapest, 2015 – társszerző
- Hittankönyveink lelkisége (12 évfolyamra szóló tankönyvcsalád, kézirat), Gál Ferenc Főiskola, Szeged, 2016

### Zarándokkönyvek
- Szentföldi zarándokkönyv, 2017 (kézirat)
- Fatimai zarándokkönyv, 2018 (kézirat)

### Előadások, lelkigyakorlatok
- Élet-halál, üdvösség-kárhozat - előadássorozat 2008-ban a Biblia évében (kb. 5 óra, 1. rész megtekintése, 2. rész megtekintése.)

### Interjúk
- Bukovszki Antal, Az elmélkedés: Beszélgetés Farkas István piarista szerzetessel, Igen: Katolikus ifjúsági lap 1(1989):11, 2-3.
- Takács Géza, Kérdések egy kongresszus előtt: Beszélgetés a VI. Nevelésügyi Kongresszusról, in Új Pedagógiai Szemle 43(1993):7-8, 11-22.
- Schüttler Tamás, Van-e katolikus matematika?: Beszélgetés a katolikus kerettantervről , in Új Pedagógiai Szemle 48(1997):12, 75-88.
- Osgyán Edina, A történelem szövetének aranyszála, in Képmás 4(2003):9, 20-21.
- Balog Mónika, Beszélgetés Farkas István "Lupus" sülysápi születésű piarista paptanárral kitüntetése alkalmából, in Sülysápi Hírforrás 5(2011):10, 5.
- Várkonyi Balázs, Védjegye: Lupus, in Toronyirány 8(2016):1, 16-17.

## Díjak, kitüntetések
- 1997-ben „Pro Paedagogia Christiana” kitüntetés a Magyar Katolikus Püspöki Konferenciától[1]
- 2011. augusztus 20-án „a Magyar Köztársasági Érdemrend Lovagkeresztje” az oktatói-nevelői munkásságért, a közoktatás átalakításáért és az egyházi oktatási rendszer újraindításában való tevékenységért[2]
- 2013-ban „Mosonmagyaróvárért” emlékérem,[3] a mosonmagyaróvári működése elismeréseként.[4]
- 2015. augusztus 20-án „Pro Urbe Mosonmagyaróvár” kitüntetés a város polgármesterétől[4][5]
- 2015. december 8-án „báró Gelsey Vilmos Nagydíj” , a Szeged-csanádi Egyházmegye által alapított pedagógiai intézet díja[6]
- 2016. május 1-én, pappá szentelésének 40. évfordulóján, “Dunasziget Községért" kitüntető címet kapta meg Cseh Benjamintól, Dunasziget polgármesterétől
- 2019. március 23-án a „Mindszenty Emlékérmet” vehette át Lezsák Sándortól, az Országgyűlés alelnökétől[7]
- 2023. augusztus 18. A Magyar Érdemrend tisztikeresztje több mint négy évtizedes oktatói-nevelői munkája, minden korosztályt megszólítani képes lelkipásztori szolgálata, valamint értékteremtő közösségi tevékenysége elismeréseként[8][9]

## Lelki gyermekei, híressé vált diákjai
- Dr. Lang György PhD, Assoc. Prof. Priv. Doc. orvos, sebész szakorvos, bécsi orvosi egyetem sebészeti klinika, a tüdőtranszplantációs műtétek magyarországi meghonosítója (2015),[10] a Semmelweis Egyetem mellkassebészeti klinikájának vezetője (–2019)[11][12]
- Dr. Med. Habil. Kopniczky Zsolt orvos, idegsebész szakorvos.[13] a Magyar Idegsebészeti Társaság vezetőségi tagja[14]
- dr. Wettstein András orvos adjunktus, kardiológus szakorvos.[15] az 1111. Szent István Cserkészcsapat kuratóriumi elnöke[16]
- Dr. Kádár Péter okl. villamosmérnök, a műszaki tudományok kandidátusa,[17] az Óbudai Egyetem Villamosenergetikai Intézetének igazgató egyetemi docense[18][19]
- Dr. Török Balázs PhD adjunktus,[20] történelem, magyar irodalom és társadalomismeret tanár, oktatásszociológus, oktatáskutató[21]
- Fülöp Ákos katolikus pap, Budapest-Nagytétény plébánosa 2005-től, plébániai kormányzó a budapesti örmény Katolikus lelkészségen 2007 májustól, a Katolikus Hivatásgondozó Intézet titkára 2004-től[22]
- Cser Péter énekművész, operaénekes[23]
- Dulácska Zsolt okl. építészmérnök, építész vezető tervező, a Magyar Építész Kamara elnökségi tagja (2009–2021)[24]